# 版元ドットコム
版元ドットコム（はんもとどっとこむ）は日本の出版社で構成される業界団体。事業主体である版元ドットコム有限責任事業組合（版元ドットコムLLP）、事業主体によって運営される会員組織及びWebサイトを含め、版元ドットコムと総称される。

## 概要
2000年4月、書誌情報を広く一般に公開し共有するためのデータベースを中心としたWebサイトを公開。オンラインでの販売、関係各所への情報転送、業務に関する情報やノウハウの共有、勉強会などの開催、ブックフェアへの共同出展やFAXリストの共同管理といった一部業務の協業などを行っている。当初、任意団体として発足したが、2006年4月に有限責任事業組合に改組、現在に至る。

## 主な活動
- 参加出版社の書誌情報を公開・共有するWebデータベースサイトwww.hanmoto.comの構築・運営
- サイトでの本の直接販売（2015年8月に終了）[1]
- 出版社コミュニティによる情報・ノウハウの共有・公開、勉強会の開催
- 各種メールマガジンの発行・配信
- 東京国際ブックフェアを始めとする、各種ブックフェアへの共同出展
- FAXリストの共同管理による、書店へのFAXダイレクトメールサービスの運営
- 『版元ドットコム大全』 (ISBN 978-4-7808-0130-9) の刊行
- 書誌・書影データ提供の「openBD」プロジェクトを株式会社カーリルと共同運営[2]